# 阿爾伯特·史懷哲醫院
阿爾伯特·史懷哲醫院（Hôpital Albert Schweitzer）是位於加彭兰巴雷内的一間醫院。由阿爾伯特·史懷哲和海倫娜·布雷斯勞·史懷哲共同成立於1913年。

## 歷史

### 第一代醫院
1912年，德國籍醫師史懷哲在拿到醫師執照後，與身為護理師的妻子海倫娜隨巴黎福音派傳教士協會前往法屬赤道非洲（今屬加彭）行醫。由於深感當地醫療資源的不足，史懷哲萌生創設醫院的想法。1913年，史懷哲在蘭巴雷內奧果韋河河畔創立了「蘭巴雷內醫院」，為全非洲第一間現代醫院，也就是如今的史懷哲醫院。然而第一次世界大戰爆發後，身為德國人的史懷哲於1917年9月以敵國僑民的身分遭到法國拘留，醫院營運遂陷入停擺。

### 第二代醫院
1918年，史懷哲獲法國當局釋放，他回到阿爾薩斯，並在聖尼古拉教堂擔任牧師，並進入斯特拉斯堡醫院實習。在這段期間，史懷哲舉辦多場演講、13場管風琴音樂會，以及寫書進行募資，籌措之後再赴非洲所需要的資金，以及償還之前對巴黎福音派傳教士協會的債務。1924年，史懷哲與一名阿爾薩斯裔的英國醫學生諾耶·吉萊斯皮（Noël Gillespie）共同赴非洲。
當時竹製的第一代醫院建築已經傾圮殆盡，但舊醫院的材料仍然保留完好，兩人在找到醫院舊址後便著手重建醫院。而在前一代醫院協助他的當地助手約瑟夫（Joseph）聽聞此事後也立即回到崗位。在經過16個月的重建後，第二代醫院落成，共計可收治150名病患。
後來，當時方才新婚的阿爾薩斯籍護士兼助產士瑪蒂爾德·科特曼（Mathilde Kottmann）也加入了醫療陣容。吉萊斯皮在非洲服務6個月後回去歐洲，年輕醫師維克多·內斯曼（Victor Nessmann）接替了他的職位，內斯曼與父母的通信成為研究史懷哲醫院早期歷史的重要材料。然而，受限於地形的限制，醫院的建地及規模面積受到限制，因此史懷哲決定另尋他地遷建醫院。

### 第三代醫院
史懷哲在原址上游百餘公尺處開始興建新院。1927年，第三代醫院落成，也是史懷哲奉獻餘生的地方。該醫院的規模較前兩代醫院完善許多，擁有藥局、手術室、病房、產房，以及精神病房，此時史懷哲的醫院已經佔了全加彭地區總床數的三分之一。史懷哲獲得1952年諾貝爾和平獎後，便於次年將獎金購買醫院附近的土地，並在此地建置痲瘋病療養村，將其命名為「光明村」（Village Lumière），並在此地奉獻直到逝世。史懷哲逝世後，醫院委由「蘭巴雷內史懷哲博士國際工作協會」（Association Internationale de l'oeuvre du docteur Albert Schweitzer de Lambaréné，AISL）接手經營。1974年，AISL將史懷哲醫院的營運拆分為另一獨立基金會「國際蘭巴雷內史懷哲博士基金會」（ Fondation Internationale de l'Hôpital du Dr. Albert Schweitzer à Lambaréné，FISL）來經營。
1976年，為適應當地需求，FISL決定在原址內陸新建醫院，根據史懷哲本人的構想重新規劃醫院的設計。此次的遷建也反映了當地居民交通習慣的改變，早期居民主要透過河運到訪醫院，因此醫院傍水而建。而到後來居民改以汽車為主要交通工具後，便遷往較為內陸的地方。新的醫院除了醫學及牙科門診之外，還擁有一般醫學科、兒科、產科、兩間開刀房，以及公共衛生部等部門，並將不同科別分設不同建築，提升醫療服務的空間，以利照護者在患者住院期間提供照護服務。1981年，現代化的醫院完工，並在加彭政府請求及國際扶輪的資助下，設立獨棟的研究實驗室，以利當地疾病的研究。2011年，該實驗室獨立拆分為另一非營利組織「蘭巴雷內醫學研究中心」（Centre de Recherches Médicale de Lambaréné，CERMEL），但主要仍由FISL的理事會經營。

## 設施及現況
截至2017年，該醫院共計有150床，一間急診室、一間藥局、一間實驗室及一間X光照影室。員工約160名，2位外科醫師及2位兒科醫師，年門診量約5萬人。該院舊址附近亦有史懷哲夫婦的墓園，目前該區域已被整理為博物館，並列名聯合國教科文組織世界遺產候選名單之一。
該院設有CERMEL營運的「醫學研究單位」（ Medical Research Unit，MRU），專門研究熱帶傳染疾病。該單位已經協助執行多次臨床試驗，為中非重要的醫學研究機構，並也提供鄰近國家學術及臨床訓練場域。

## 營運
該醫院成立後，主要皆由歐洲人運營及資助，內部的職員也幾乎為歐洲人。史懷哲為了支撐醫院在其身後的營運，於歐美成立許多獎助金計劃，以吸引各國醫療人員前來支援，其中最有名的當屬1940年成立的史懷哲獎助金。後來在法國成立的「蘭巴雷內史懷哲博士國際工作協會」（AISL），即是統籌這些獎助金以及史懷哲醫院的營運。AISL也將史懷哲位於金斯巴克（Günsbach）的故居作為博物館營運。1974年，AISL將史懷哲醫院的營運業務，獨立設置新的基金會「國際蘭巴雷內史懷哲博士基金會」（FISL）經營，而AISL則專門負責獎助金的營運，及管理史懷哲故居及其檔案遺物。
自成立至今，醫院的管理階層皆為歐洲人。直到2011年才由第一位非洲籍院長安托萬·恩齊恩吉（Antoine Nziengui）接掌院長一職。